# Alfa Romeo Giulietta SZ
L'Alfa Romeo Giulietta SZ è un'autovettura sportiva prodotta dalla casa automobilistica milanese Alfa Romeo dal 1960 al 1963. Facente parte delle vetture derivate dalla Giulietta come la Giulietta Sprint, la sua sigla SZ deriva da Sport Zagato.

## Il contesto
La "Giulietta" si distingueva per le prestazioni, all'epoca rilevanti in rapporto alla cilindrata di 1290 cm³ e in più era agile, snella, esprimendo sportività ed eleganza. Infatti, la Casa automobilistica milanese contava sulla collaborazione di due importanti carrozzerie come Bertone per la "Giulietta Sprint" e Pininfarina dapprima per la "Giulietta Spider" e, in seguito, per la "Duetto".
La famiglia delle Giulietta era inizialmente composta dalle versioni berlina, dalla TI (Turismo Internazionale), dalla Sprint, dalla Sprint Veloce, dalla Spider e dalla Spider Veloce.
La genesi di questo modello è legata a un incidente di corsa. Alla Mille Miglia del 1956 i fratelli Dore e Carlo Leto di Priolo, al via con una delle cinque Sprint Veloce ufficiali, nei pressi di Radicofani perdono il controllo dell'auto e finiscono nel greto del fiume Ombrone. I piloti ne escono più o meno incolumi, ma la vettura è semidistrutta. Nonostante il preventivo di riparazione fosse senza speranza, i gentlemen driver non si perdono d'animo e si rivolgono al carrozziere Elio Zagato. In quattro mesi di lavoro l'auto viene ricostruita con un nuovo telaio a struttura tubolare e una carrozzeria in lega di alluminio, che comportano un risparmio di peso di circa 135 kg, consentendo inoltre una linea molto più affusolata e aerodinamica.

## Produzione

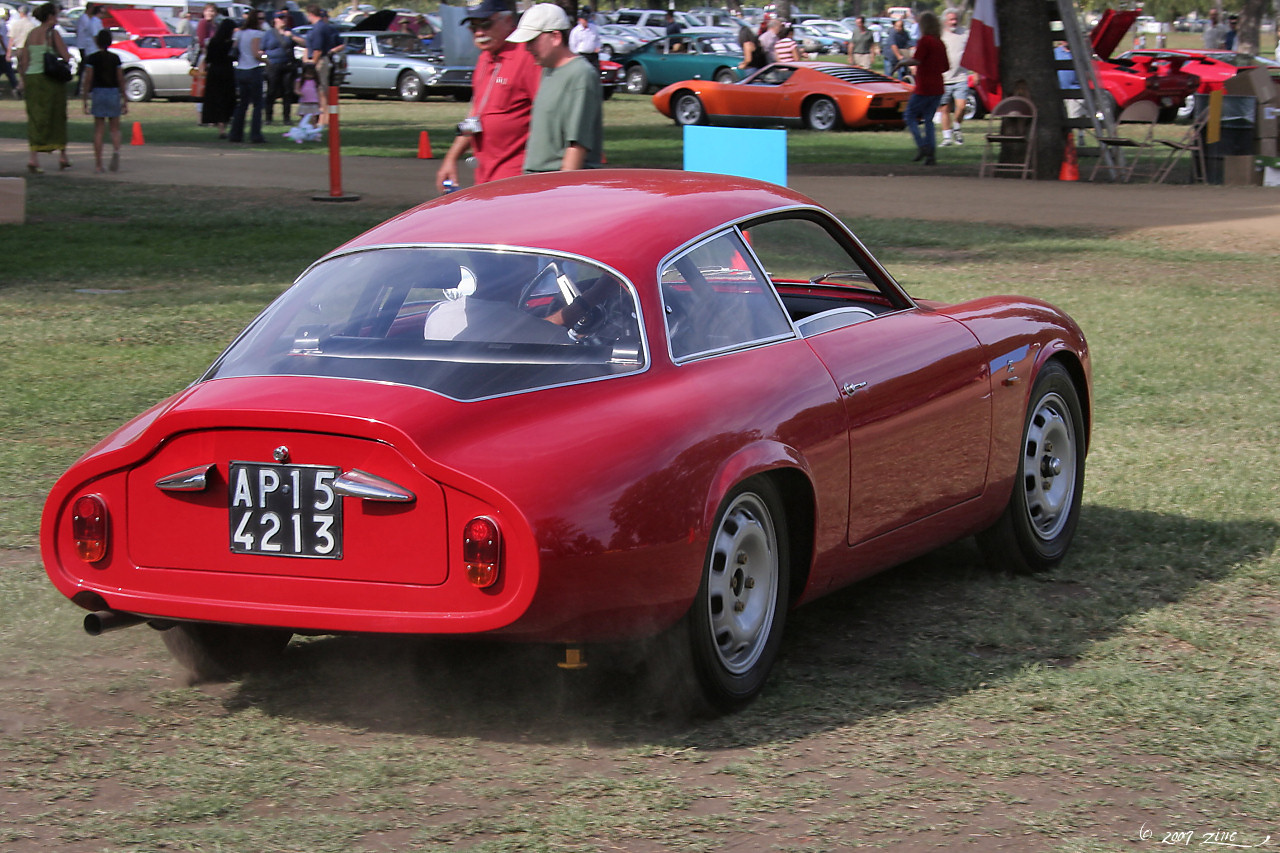
Vista posteriore di una "coda tronca"

Il primo esemplare della versione commerciale definitiva venne completato il 19 dicembre 1959: aveva i fari carenati, per migliorare la penetrazione aerodinamica, e i pulsanti di apertura delle porte dotati di semplici impugnature ad aletta.
Il modello debutta ufficialmente in pubblico il 3 marzo 1960 al Salone dell'automobile di Ginevra con alcune differenze rispetto al primo esemplare, come i fari anteriori senza calotte trasparenti, gli archi passaruota anteriori più arrotondati e le porte con vere e proprie maniglie, anche se piccole.
La Giulietta SZ "serie 101.26" venne prodotta in un numero molto limitato di esemplari (210 in tutto) tra il 1959 ed il 1961. Esistono due versioni della Giulietta SZ denominate dagli appassionati "coda tonda" per la parte posteriore tondeggiante e "coda tronca" per la parte posteriore che termina in modo più spigoloso, quasi "troncato" per seguire dettami aerodinamici.

## Il motore nella motonautica
Il motore della Giulietta venne utilizzato dall'entrobordo racer Loustic 2 costruito dal cantiere Celli che con il motore 1300 della Giulietta AR530 nel 1964 ottenne tre record mondiali di fondo delle 5, 10 e 15 miglia della sua classe motonautica, poiché il motore dell'Alfa Romeo Giulietta SZ partecipa al campionato del mondo di motonautica sia nelle classi interne che nella classifica assoluta, ed i motore della Giulietta SZ venne usato fino al 1965

## Le vittorie nei Rallies
Il debutto sportivo arrivò nel 1960, poco dopo la presentazione alla stampa del modello di serie, quando, con il nome di Giulietta Sport Zagato, venne impiegata nelle gare Sport, Gran Turismo, Super Turismo e Rally, e proprio nella prima partecipazione alle gare, arrivò la vittoria nella Coupe des Alpes dell’edizione del 1960, quando, nonostante fosse una vettura esordiente, riuscì a battere tutte le numerose avversarie, e grazie a questa vittoria riuscì ad ottenere una grande risonanza mediatica, poiché la Coupe des Alpes era una coppa internazionale parallela al campionato europeo rally, e chi la vinceva otteneva comunque un grande prestigio, ed al tempo stesso otteneva dei punti importanti per il campionato europeo rally. La stessa Giulietta SZ, riuscì a vincere l’edizione del 1963, e venendo sostituita dalla Alfa Romeo Giulia TZ, ma con il glorioso palmares di due vittorie in Coppa delle Alpi su quattro partecipazioni, che la resero uno dei modelli più vincenti delle gare rally

## La vittoria nel Campionato Internazionale Gran Turismo
Anche nella categoria gran turismo, l'Alfa Romeo Giulietta SZ partecipò alla Coppa Internazionale Gran Turismo, dove riuscì a vincere l’edizione del Campionato internazionale gran turismo del 1961, poiché arrivò prima assoluta alla Coppa Ascari, alla Coppa Belmonte, alla Coppa di Sciacca ed alla Coppa GT di Monza, dove nonostante fosse un'automobile esordiente nelle gare e che quindi avrebbe gareggiato contro delle vetture che erano preparate per le gare da molto più tempo, la Giulietta SZ si dimostrò veloce ed affidabile, ottenendo la vittoria assoluta nella coppa di categoria nell’edizione del Campionato internazionale gran turismo.